# FC Twente in het seizoen 1986/87
Het seizoen 1986-1987 was het tweeëntwintigste jaar in het bestaan van de Nederlandse voetbalclub FC Twente. De Tukkers kwamen uit in de Nederlandse Eredivisie en namen deel aan het toernooi om de KNVB Beker.

## Verloop
Na het teleurstellende seizoen 1985/86 ging de bezem door de technische staf van FC Twente. Trainer Fritz Korbach had tijdens het voorgaande seizoen al in een vroeg stadium gehoord dat zijn aflopende contract niet verlengd zou worden. Hij vertrok per 1 juli 1986 naar SC Cambuur. Ook manager Ton van Dalen verliet de club. Hij kwam tot de conclusie dat hij niet in de nieuwe structuur die de club voor ogen had paste.
FC Twente haalde voormalig clubtrainer en bondscoach Kees Rijvers binnen als technisch directeur. Hij tekende een contract voor onbepaalde tijd. Trainer Theo Vonk verruilde Sparta voor Twente. In het eerste seizoen nam Rijvers de coaching en de wedstrijden voor zijn rekening en Vonk de veldtrainingen. Als commercieel directeur werd Jan Kasper aangetrokken.
FC Twente begon het seizoen met twee overwinningen en vier gelijke spelen, waarmee het zich direct boven in de Eredivisie meldde. De club eindigde het seizoen als zevende in de rengschikking, waarmee het zich plaatste voor de nieuw geïntroduceerde nacompetitie om een plek in de UEFA Cup 1987/88. Door een verlies in de laatste thuiswedstrijd tegen FC VVV eindigde Twente op de tweede plaats, achter FC Utrecht.
In het toernooi om de KNVB Beker kwam Twente tot de derde ronde, waarin het werd uitgeschakeld door Excelsior. Het enige doelpunt in deze wedstrijd werd gescoord door de van Feyenoord gehuurde ex-Twente-speler Jan Sørensen.

## Selectie
Martien Vreijsen, Michael Birkedal en Gordon Hill verlieten Twente. Aanvoerder Dick Schoenaker kreeg kort voor de start van het seizoen te horen dat er geen plek was in de selectie en verkaste begin oktober naar SBV Vitesse. Spits Willy Carbo accepteerde aanvankelijk niet de nieuwe verbintenis die hem was voorgelegd, maar tekende in december 1986 alsnog een contract tot het einde van het seizoen. Nadat hij op de reservebank belandde, vertrok hij in februari 1987 naar RKC Waalwijk.
Jan Pouls keerde na een jaar bij de amateurclub SVZW Wierden terug bij Twente. De selectie werd aangevuld met voornamelijk jeugdspelers als Freddy ten Caat, John Neijenhuis, Ben Weber en  Dennis Brilhuis. "Op tienertoer met Rijvers", kopte De Telegraaf op 21 augustus 1986 nadat Twente de eerste twee wedstrijden winnend had afgesloten.
| Naam            | Positie        |
| --------------- | -------------- |
| Theo Snelders   | Doelverdediger |
| Marcel Fleer    | Doelverdediger |
| Frank Ensink    | Doelverdediger |
| Martin Koopman  | Verdediger     |
| Fred Rutten     | Verdediger     |
| André Paus      | Verdediger     |
| John Scheve     | Verdediger     |
| Patrick Bosch   | Verdediger     |
| Ulrich Wilson   | Verdediger     |
| Dennis Brilhuis | Middenvelder   |
| Jan Pouls       | Middenvelder   |

| Naam            | Positie      |
| --------------- | ------------ |
| Theo ten Caat   | Middenvelder |
| Eric Groeleken  | Middenvelder |
| John Neijenhuis | Middenvelder |
| Freddy ten Caat | Aanvaller    |
| Ron Willems     | Aanvaller    |
| Ben Weber       | Aanvaller    |
| Willy Carbo     | Aanvaller    |
| Evert Bleuming  | Aanvaller    |
| René Roord      | Aanvaller    |
| Mika Lipponen   | Aanvaller    |

## Nacompetitie

### Wedstrijden
| Ronde | Datum      | Wedstrijd              | Uitslag |
| ----- | ---------- | ---------------------- | ------- |
| 1     | 10.06.1987 | FC Utrecht – FC Twente | 1–0     |
| 2     | 14.06.1987 | FC Twente – Roda JC    | 1–1     |
| 3     | 17.06.1987 | VVV-Venlo – FC Twente  | 0–1     |
| 4     | 21.06.1987 | FC Twente – FC Utrecht | 1–1     |
| 5     | 24.06.1987 | Roda JC – FC Twente    | 1–3     |
| 6     | 28.06.1987 | FC Twente – VVV-Venlo  | 1–2     |

## KNVB Beker

### Wedstrijden
| Ronde          | Datum      | Wedstrijd              | Uitslag |
| -------------- | ---------- | ---------------------- | ------- |
| Eerste ronde   | 11.10.1986 | Sparta '25 – FC Twente | 0–5     |
| Tweede ronde   | 15.11.1986 | SVV – FC Twente        | 1–7     |
| Achtste finale | 10.03.1987 | Excelsior – FC Twente  | 1–0     |

Ajax ·
AZ ·
FC Den Bosch '67 ·
Excelsior ·
Feyenoord ·
Fortuna Sittard ·
Go Ahead Eagles ·
FC Groningen ·
FC Den Haag ·
Haarlem ·
PEC Zwolle '82 ·
PSV ·
Roda JC ·
Sparta Rotterdam ·
FC Twente ·
FC Utrecht ·
SC Veendam ·
VVV